# Criminalizzazione
La criminalizzazione in criminologia è il processo mediante il quale i comportamenti individuali sono trasformati in atti criminali. Anteriormente il procedimento di trasformazione avveniva grazie alla legge e al sistema giurisdizionale. Il potere dei giudizi di promulgare nuove leggi e criminalizzare i comportamenti è attualmente deprecato. In modo altrettanto ambiguo, dove le leggi non hanno attecchito, certi comportamenti possono subire una sorta di criminalizzazione de facto attraverso un'azione più incisiva delle forze dell'ordine.

## Criminalizzazione e decriminalizzazione
Vi sono state alcune incertezze sulla natura e sull'estensione del contributo che deve essere fatto dalle vittime dei reati e, generalmente, si suole indicare la relazione tra vittimologia e criminologia come alquanto problematica.
La questione è che, sia con la dialettica del realismo di destra che di quella di sinistra, concentrarsi sulle vittime promuove certi effetti a livello selettivo per certi tipi di vittime, e richiede la presunzione che alcuni diritti siano più importanti di altri. Nella religione musulmana, ad es., il femminismo islamico potrebbe considerare di primaria importanza il trattamento riservato alle donne vittime di abusi e, quindi, chiedere la "decriminalizzazione" di una serie di reati quali l'aborto, l'adulterio e la seduzione, rispettivamente previste dalla legge Zina e Hudud nella sharia e, al contempo, richiedere la criminalizzazione della violenza domestica e di quella sessuale.
Nella letteratura criminologica, la classe dominante assume un punto di vista contingente su quale sia il discrimine fra comportamento aggressivo e quello criminale. Storicamente questo punto di vista può essere modificato dalla ricerca scientifica, da quella medica, dal mutamento politico e dal sistema giurisdizionale.
D'altro canto, quando la politica locale si interessa di questioni criminali, rischia più di fare danni che altro: la raccomandazione n. R (95) 12 adottata dal Consiglio d'Europa sulla gestione della giustizia, ha chiesto che alcune politiche di difesa sociale quali la decriminalizzazione, la depenalizzazione e la mediazione possano essere adottate il più presto possibile, ma il dibattito sulla sicurezza tra partiti di diverso colore politico è spesso superficiale ed autoreferenziale, poiché si basa sull'interesse elettorale piuttosto che sulle evidenze scientifiche.

## Principio della minimizzazione
Diversi principi possono sostenere il processo decisionale sulla criminalizzazione. Questi includono la deminimis, secondo la quale non si considerano abbastanza la possibilità di altre sanzioni né l'efficacia della criminalizzazione come possibile opzione: avere dei rimedi criminali sul posto è vista come "ultima spiaggia" perché alcune azioni inficiano la libertà personale; la detenzione, per es., ostacola la libertà di movimento. In tal senso, occorre fare leggi che pongono una maggiore enfasi sui diritti umani. Molti reati quali, ad es., l'omicidio, la violenza sessuale, l'aggressione, non sono influenzati minimamente da alcuna presa di posizione ma ciò richiede maggiore giustificazione in casi meno chiari.
La politica della difesa sociale, che può essere vista come un punto di vista diverso, intende la criminalizzazione contro ogni forma di attività che minaccia l'ordine sociale o che è pensata come biasimevole. Il "principio della minimizzazione" può inconsapevolmente prevenire l'adattamento della legge alla nuova situazione. In generale, la politica sociale globale ha creato una miriade di reati minori, in contrasto con tale principio e a favore della difesa sociale.

## Criminalizzazione e condotta deviante
Alcuni criminologi quali Dennis Baker e Joel Feinberg hanno scoperto che la condotta può solo essere criminalizzata quando è giusto farlo: le ragioni oggettive sono necessarie per dimostrare che è giusto criminalizzare un tipo di condotta in ogni caso. La giustificazione comunemente accettata per invocare il diritto penale è il danno procurato a terzi, ma occorre considerare delle eccezioni. La gente, ad es., non subisce un danno fisico dall'ostentazione della nudità, al massimo può subirlo di tipo morale. Ebbene, Feinberg ritiene che il danno verso terzi promuove una ragione oggettiva tale da invocare il diritto penale, a meno che non subentri qualche ragione di ordine morale.

## Criminalizzazione ed opinione pubblica
Non c'è unanimità su come considerare un determinato comportamento che può essere criminalizzato; la detenzione o la promessa di liberazione non sono generalmente criminalizzate. Patrick Devlin, ad es., ritiene che l'educazione morale è essenziale per garantire la coesione sociale e, allo stesso tempo, il legislatore può essere giustificato nel criminalizzare le condotte immorali. I critici a tale approccio, comunque, suggeriscono che l'immoralità non è una ragione sufficientemente oggettiva tale da determinare qualche conclusione scientificamente provata. La prova sta nel fatto che spesso la definizione di moralità si basa sul gusto personale.
Le questioni concernenti il pregiudizio, comunque, si sono dimostrate infondate e i critici fanno pressioni per una più precisa definizione da usare per tale approccio. Così come per il pregiudizio, vi sono diversi punti di vista su alcune questioni morali quali l'omosessualità, la contraccezione e altri problemi riferiti per ogni singola confessione. Una convergenza totale, quanto mai auspicabile, sembra difficile da raggiungere. Altri critici di spirito liberale vedono con favore gli approcci che massimizzano i diritti personali. Una base di partenza per la criminalizzazione potrebbe essere di tipo paternalistico contrastando però con l'autonomia personale. La Convenzione europea per i diritti umani in gran parte sostiene i diritti personali da interferenze politiche, ma allo stesso tempo include delle eccezioni quando si riferisce «alla protezione della morale e della salute» in quanto se mancano delle disposizioni di legge sulla salute pubblica, è più probabile che ne derivino danni verso terzi.
Si ritiene che lo Stato non può e non dovrebbe interferire sulla morale pubblica, semmai, qualsiasi tentativo di limitare l'autonomia personale potrebbe essere teso al risarcimento del danno: alcune teorie etiche possono essere giustificabili se servono ad incrementare l'autonomia se, ad es., la condotta immorale inficia l'autonomia di terzi. Ci sono alcune categorie di persone per le quali il "principio di autonomia" non è un argomento abbastanza efficace: i minorenni e i sofferenti psichici. Generalmente, tali categorie sono protette da quelle condotte da cui ne possono derivare conseguenze nefaste, se si trovano nella posizione di non poter decidere adeguatamente per loro stessi, ad es., la criminalizzazione sulla somministrazione degli alcolici ai minorenni, sul tabagismo, sul gioco d'azzardo e su altre dipendenze.

### In Inghilterra
Nella legislazione anglosassone, c'è la distinzione tra condotta pubblica e privata e più precisamente nel Wolfenden report che analizza le attività a sfondo sessuale quali ad es. l'omosessualità e la prostituzione. Alcune condotte potrebbero diventare lecite se considerate nella sfera privata, ma rimangono devianti in quella pubblica. La spiegazione di tale discriminazione risiede nel concetto di pubblico pudore. Joel Feinberg ritiene che ciò poteva essere giustificato solo laddove il sistema giudiziario potesse assicurare e prevenire tutti i gravi reati commessi contro qualcuno; quindi per lui la criminalizzazione dipende dall'orientamento dell'opinione pubblica che, però, muta da paese a paese.

## Il processo di criminalizzazione
Il processo di criminalizzazione definisce e classifica i comportamenti devianti. Trasmette le leggi così che nessuno possa godere della scusa dell'ignorantia legis e dispone altrimenti per coloro che non si adeguano. Quando si dibatte, però, se criminalizzare o meno un tipo di comportamento, non vi sono criteri predeterminati per farlo ed il sistema penale si deve adeguare ad un considerevole numero di eventi che non producono danni significativi alle persone. In aggiunta, i fatti che determinano gravi danni sono spesso ignorati e considerati come questioni private. Così come spiegato, il processo di criminalizzazione si compone di tre tappe:
1. Creazione dell'ordine sociale. Si tratta della concomitanza di due fattori, quello socioeconomico e quello giuridico. Nel primo caso si tratta di un sistema di relazioni sociali così che tutte le risorse possano essere prodotte e distribuite in maniera equa. Perciò, una società deve sviluppare degli apparati di legge, di polizia e di risocializzazione che siano accettabili dalla maggioranza di cittadini. Se le leggi non contemplano le consuetudini più generali, la loro tutela sarà fonte di frizione e conflitti: il conformismo all'ordine sociale deve essere generato da una consapevolezza autonoma.
2. Quando il processo di auto-consapevolezza fallisce, la società deve creare un ordine legale in modo da orientare la gestione del potere verso le istituzioni politiche e sociali. Spesso si tende a giustificare la criminalizzazione come un processo per dimostrare i problemi sulla sicurezza, sulla polizia, sul controllo sociale e sul diritto penale. Nello Stato moderno contano, invece, il decentramento delle competenze e la privatizzazione dei servizi. In molti paesi, ad es., le istituzioni pubbliche lavorano di concerto con gli enti del terzo settore.
3. Il sistema politico si deve modificare così che le rimanenti entità politiche quali ad es. la magistratura e la legislatura si orientino verso obiettivi che permettano alla gente di definire autonomamente i criminali e i processi attraverso quel sistema.

## Ontologia criminale
Posto in termini più semplici, l'ontologia criminale si riferisce alle basi dell'essere criminale. Nella scuola tradizionale anglosassone, tra i quali esponenti si rammentano i federalisti e i loro predecessori olandesi, si tendeva a vedere l'ontologia criminale oltre il campo d'azione del sistema legale, in accordo con la moderna distinzione tra società e Stato che molti considerano basata sulla distinzione che i romani facevano con gli alleati italici, cd. socii. La scuola classica, comunque, imperniata sul pensiero aristotelico, suggerisce che la distinzione sia tra uomo e animale politico.
Come l'animale politico, infatti, l'uomo vede se stesso come titolare di diritti naturali, sia derivanti dal pensiero tradizionale, sia da quello moderno sia da quello post moderno di tipo globale. D'altro canto la privazione arbitraria di questi diritti è considerata oggi come un danno, se associata al crimine, quando non ammette un adeguato indennizzo. Perciò, estendere la condizione di essere umano a quella di essere politico, significa porre le basi per l'essere criminale.
Secondo Baker solo i danni obiettivi quali, ad es., la violazione di privacy e tutte quelle condotte che non necessariamente producono un danno visibile, sono più facilmente criminalizzabili. La violazione di privacy, in particolare, potrebbe portare a conseguenze tali da giustificare il ricorso al diritto penale ma, allo stesso tempo, il legislatore dovrebbe comminare sanzioni amministrative piuttosto che detentive.